# Koprinka
Koprinka (Bulgaars: Копринка) is een dorp in Bulgarije. Het dorp is gelegen in de gemeente Kazanlak, oblast Stara Zagora. Het dorp ligt 32 km ten noordwesten van Stara Zagora en 164 kilometer ten zuidoosten van Sofia. 

## Bevolking
Op 31 december 2020 telde het dorp Koprinka 2.423 inwoners.
| Bevolkingsontwikkeling tussen 1934 en 2020          |
| --------------------------------------------------- |
|                                                     |
| Bron: Nationaal Statistisch Instituut van Bulgarije |

In het dorp wonen grotendeels etnische Bulgaren. In de optionele volkstelling van 2011 identificeerden 1.757 van de 2.483 respondenten zichzelf als etnische Bulgaren, oftewel 70,8% van de bevolking. De rest van de bevolking bestond vooral uit etnische Turken (467 personen, oftewel 18,8%) en etnische Roma (137 personen, oftewel 5,5%).
| Etnische samenstelling van de respondenten (2011) | Etnische samenstelling van de respondenten (2011) | Etnische samenstelling van de respondenten (2011) | Etnische samenstelling van de respondenten (2011) | Etnische samenstelling van de respondenten (2011) |
| ------------------------------------------------- | ------------------------------------------------- | ------------------------------------------------- | ------------------------------------------------- | ------------------------------------------------- |
|                                                   |                                                   |                                                   |                                                   |                                                   |
| Bulgaren                                          | Bulgaren                                          |                                                   | 70,8%                                             | 70,8%                                             |
| Turken                                            | Turken                                            |                                                   | 18,8%                                             | 18,8%                                             |
| Roma                                              | Roma                                              |                                                   | 5,5%                                              | 5,5%                                              |
| Anders/Onbekend                                   | Anders/Onbekend                                   |                                                   | 4,9%                                              | 4,9%                                              |